# Musiq3
Musiq3 est une station de radio belge appartenant au service public de la Radio-télévision belge de la Communauté française, créée le 1er octobre 1961.  
Sa directrice est Laetitia Huberti depuis 2014. Sa programmation musicale est unique, ouverte à toutes les musiques, pas seulement classique mais aussi le jazz, les musiques du monde, la musique de films. 

## Identité de la station

### Logos

Logo de Musiq3 de 2004 à 2015.
Logo de Musiq3 depuis 2015.

### Slogans
- De 2007 à 2016 : « Le classique est partout »[3]

- Depuis 2016 : « Changez d'airs »[4]

## Organisation

### L'équipe de la station
L'équipe permettant à la station de fonctionner et d'assurer la programmation se compose d'une trentaine de membres.

## Émissions
Une vingtaine de séquences et d'émissions peuvent être réécoutées à tout moment.

## Diffusion

### En modulation de fréquence (FM)
Musiq3 diffuse ses programmes sur la bande FM de façon à atteindre les lieux de vie des communautés française et germanophone de Belgique. Aussi les zones géographiques suivantes possèdent des fréquences spécifiques.
- Ardennes & Sud-Luxembourg
- Bruxelles et Brabant wallon
- Charleroi
- Chimay
- Hainaut occidental
- La Louvière & Binche
- La Roche-en-Ardenne
- Mons
- Province de Liège
- Province de Namur & Basse-Sambre
- Tubize & Braine-le-Château

### Par la radio numérique terrestre (DAB+)
La RTBF s'appuie sur le DAB+ pour proposer en Belgique des programmes en qualité numérique. Ainsi, pour les communautés française et germanophone de Belgique, plusieurs multiplexes sont utilisés selon les zones géographiques suivantes :
- Bruxelles - Brabant wallon
- Hainaut
- Liège
- Namur - Luxembourg

### Par le câble et l'IPTV
Musiq3 peut s'appuyer sur le câble ou l'IPTV pour assurer une diffusion de ses programmes via les télédistributeurs Orange, Proximus, Telenet et VOO.

### Par satellite
Musiq3 est présente sur les plateformes TéléSAT & TV Vlaanderen pour pouvoir diffuser ses programmes via le satellite.

### Par Internet
L'écoute du flux de Musiq3 est possible par streaming à partir du site Internet de la station, du site Auvio de la RTBF ou du site Radioplayer, player des radios belges francophones publiques et privées. Certaines des chroniques et séquences de cette radio sont disponibles à la demande en faisant appel aux podcasts existants sur son site Internet ou via des applications tierces. Il existe 3 webradios : Musiq3 Jazz, Musiq3 Baroque et Musiq3 Romantique.